# Matilda Flandrijska
Matilda Flandrijska (fr. Mathilde, nizozemski Machteld) (o. 1031. — 2. studenog 1083.) bila je vojvotkinja Normana (1053. – 2. studenog 1083.) i kraljica Engleza (25. prosinca 1066. – 2. studenog 1083.). Njezini su roditelji bili Balduin V., grof Flandrije († 1067.) i njegova supruga, Adela Francuska, grofica Flandrije († 1079.), kći kralja Francuske. Matildin je muž bio Vilim I. Osvajač, vojvoda Normana te kralj Engleza. Kao potomak kraljeva Francuske, Matilda je bila „plemenitijeg” podrijetla od svoga supruga te je također bila u rodu s anglosaksonskom Dinastijom Wessex. Vilim i Matilda su bili bratić i sestrična u trećem koljenu te je Matilda imala oko 20 godina tijekom udaje, 1051./2.
Ovo su djeca Vilima i Matilde:
- Robert II., vojvoda Normandije[3]
- Rikard Normanski
- Vilim II., engleski kralj
- Henrik I., kralj Engleske
- Agata?
- Adeliza
- Cecilija Normanska
- Matilda
- Konstancija Normanska
- Adela, grofica Bloisa i majka kralja Stjepana